# Buristsorpe
Das untergegangene Dorf Buristsorpe, auch als Buristorpe erwähnt, ist heute eine spätmittelalterliche Wüstung im Landkreis Mecklenburgische Seenplatte im südlichen Mecklenburg-Vorpommern. Erstmals 1349, letztmals 1453 erwähnt, befand sich das Dorf nahe Wesenberg, wobei der exakte Standort des Ortes unbekannt ist.

## Überliefertes
1328 erhielten Otto und Ulrich von Dewitz – die Erzieher und Berater von Heinrich II. – für ihre Verdienste „Hus und Dorf Strelitz“ als Lehen, dazugehörig eine reiche Feldmark, die drei später untergegangenen Dörfer Buristsorpe, Cavelsbroke (Cobelbrok) und Domjuche (Domjüch) sowie das kleine Land Ahrensberghe (Ahrensberg).
Am 4. Dezember 1349 verliehen Otto und Ulrich von Dewitz Strelitz das Stadtrecht. Der Stadt wurden auch die Feldmarken Domjüch, Buristorpe und Cobelbrok zugesprochen.
Die letzte bekannte Erwähnung des Dorfes Buristsorpe stammt aus dem Jahr 1453. Es wird daher angenommen, dass der Ort lange vor dem Dreißigjährigen Krieg wüst lag und bereits in den märkischen Fehden untergegangen ist.
Siehe auch: Strelitz-Alt → Strelitz wird Stadt

## Ortsname
Der Ortsname ist slawischen Ursprungs und stellt die Kopplung eines Personennamens mit Appellativen dar. Das Teilkonstrukt „Bur“ ist ins Deutsche als „Sturm“ übertragbar.